# 肯尼·巴特尔
肯尼思·R·巴特尔（英語：Kenneth R. Battle，1964年10月10日—），美国NBA联盟前职业篮球运动员。他在1989年的NBA选秀中第1轮第27顺位被底特律活塞选中。